# Taco
Tacos je tradiční mexické jídlo. Jedná se o malou tortillu (průměr okolo 10 cm), která je naplněna směsí, jejíž obsah se může lišit recept od receptu.
Tortilly se používají pšeničné nebo kukuřičné, mohou být měkké nebo tvrdé (fritované). Pravé tradiční a nejvíce rozšířené tacos jsou však vždy měkké, k dostání v tradičních stáncích „taquerías“, které bývají často rodinnými podniky. Některé podniky otevírají ráno (minorita), přes den fungují pouze některé, většina otevírá večer. Nejlepší tacos jsou k dostání na ulici v rodinných podnicích. Jakkoli se obsah tacos může lišit, lze najít určitý standard. Rozdíly jsou hlavně v mase, přičemž na tacos lze použít v podstatě cokoli (hovězí, vepřové maso, vepřovou hlavu, kuřecí, ryby, mořské plody, masové směsi či žádné maso). Maso se griluje, vaří, smaží, dusí, a to samotné nebo s nějakou zeleninou. Přílohy bývají standardní.

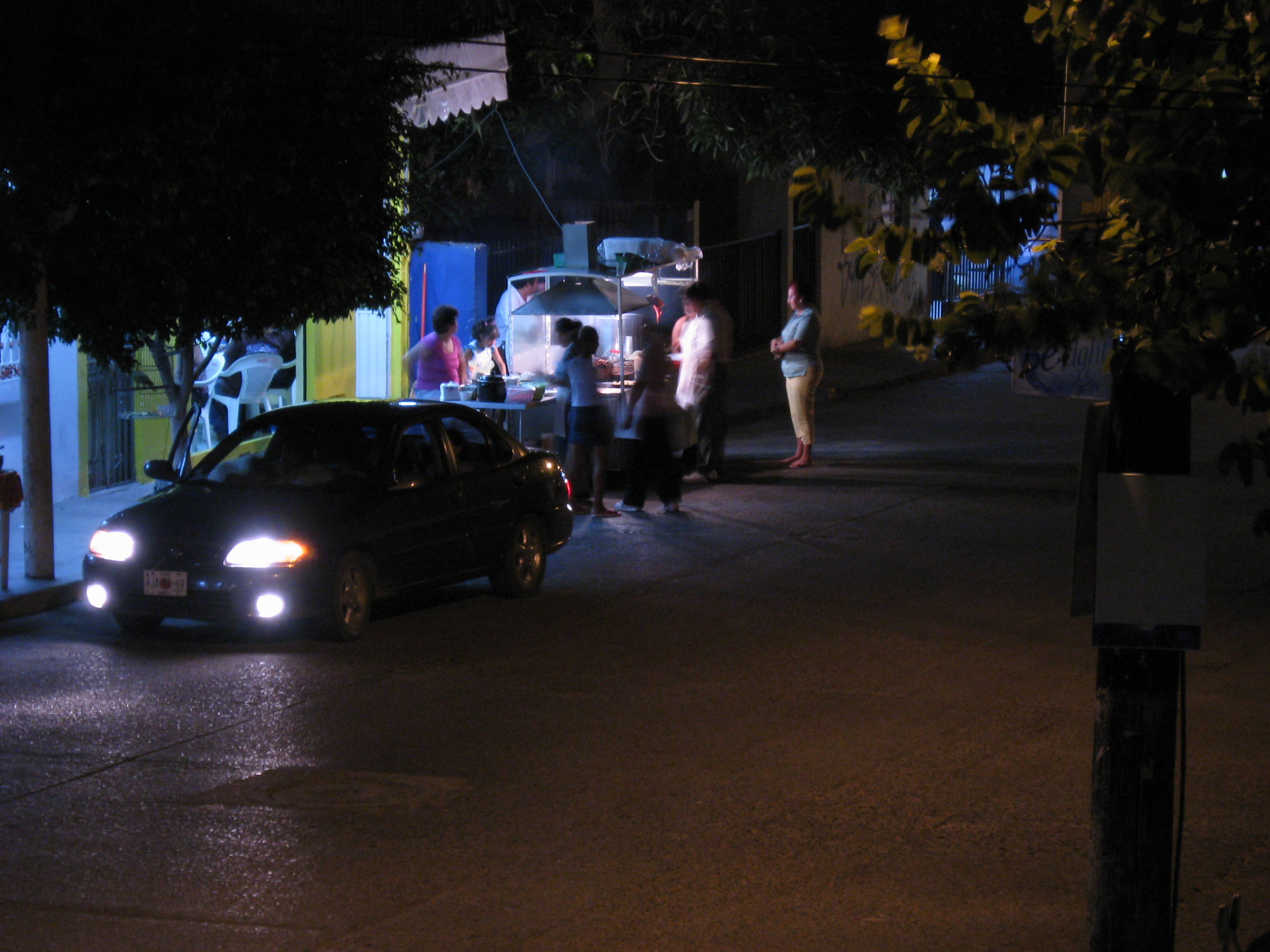
Taquería

V tradičních rodinných podnicích se nejoblíbenější tacos de carne asada (hovězí) připravuje tak, že lidé mají rozdělenu práci na několik rolí. Jeden griluje na tenko nakrájené maso (většinou muž). Když je hotové, vloží je do nádoby. Z té si je bere další muž (vždy muž), který maso seká na nízkém a širokém dřevěném špalku. Jakmile má maso nasekané, vezme tortillu, kterou dodává třetí člověk (žena). Nejlepší jsou zcela čerstvé tortilly, které se dělají přímo ve stánku. (Žena mívá nachystané těsto, ze kterého udělá kuličku, tu umístí do malého lisu, kterým vylisuje perfektní placku. Placku dá na plochý plechový gril, rychle z obou stran opeče a pak posune na další místo, odkud si ji bere muž se sekáčkem.) Muž se sekáčkem dá doprostřed tortilly maso, na něj trochu pálivé omáčky a fazolí a podává strávníkovi. Ti z mladší generace pak obvykle drží kasu, prodávají nápoje a uklízejí.
Strávník si taco dozdobí dle své chuti přílohami z misek. Na výběr je salsa (nadrobno na kostičky nasekaná rajčata s chilli), cibule (bílá anebo červená), guacamole (vnitřek avokáda rozmixovaný s rajčaty a někdy trochou mléka), ostrá omáčka (červená, zelená), ředkvičky, zelí, okurky, koriandr a zelená limetka. Jakmile má strávník vše, co chtěl, pokape taco limetkou.
Tacos se jí tak, že se tortilla přehne napůl a kouše ze strany, což chce trochu cviku, zejména pokud je náplň taco bohatá.